# Kapela sv. Florijana u Križevcima
Kapela sv. Florijana u Križevcima je zavjetna kapela u središtu Križevaca.
Barokna kapela sagrađena je 1735. godine u čast sv. Florijana. zaštitnika vatrogasaca. Popravljena je 1735. godine, a stradala je u požaru 1775. godine pa je ponovno obnovljena. 
Na pročelju je kip sv. Florijana iz 18. stoljeća, a na glavnom oltaru slika sv. Florijana, rad hrvatskog slikara Ivana Rangera iz 1738. godine. Uz sliku su i kipovi sv. Pavla i sv. Ivana. Minijaturno pročelje s tri i tri pilastra u nejednakom ritmu sa svake strane vrata izvedeno je konveksno, a obogaćeno je raščlanjenjem.
Kapela se nalazi u središtu Križevaca uz cestu preko puta pošte.